# یواس‌اس دید
یواس‌اس دید ممکن است به یکی از موارد زیر اشاره داشته باشد:
- یواس‌اس دید (ای‌پی‌ای-۹۹)
- یواس‌اس دید (دی‌یی-۲۶۳)